# Ronde de nuit (roman)
Pour les articles homonymes, voir Ronde de nuit.
Ronde de nuit est le vingt-huitième livre des Annales du Disque-monde de l'écrivain anglais Terry Pratchett.
L'œuvre originale fut publiée en 2002 sous le titre Night Watch. La traduction française est de Patrick Couton. Le titre – français et anglais – aussi bien que le dessin de couverture sont des parodies d'un tableau de Rembrandt.
L'histoire commence par une poursuite sur les toits d'Ankh-Morpork. Alors que le commissaire divisionnaire Vimaire s'apprête à arrêter Carcer sur le dôme de l'Université de l'Invisible, ils tombent dans la bibliothèque et – en raison de la haute teneur en magie contenue dans la bibliothèque – se retrouvent dans le passé, 30 ans plus tôt.
Afin de retourner dans le présent, Vimaire suit les conseils de Lou-Tsé, balayeur et moine procrastinateur : faire en sorte que l'Histoire s'accomplisse. Vimaire doit ainsi former son double 30 ans plus jeune et prendre part à la rébellion de la rue de la Mélassière (en respectant donc les futurs livres d'Histoire)...
Le livre intègre un plan d'une partie de la ville d'Ankh-Morpork avec les principales rues de la ville pour situer les lieux d'action du livre. On découvre par ailleurs la jeunesse des principaux personnages que l'on rencontre dans les autres livres : Rosie aka « Madame Paluche », Havelock Veterini, Chicard Chique, Fred Côlon, Raymond Soulier, Planteur Je-Me-Tranche-La-Gorge et Monsieur Sédatiphe.
La lecture du précédent tome, Procrastination, s'avère nécessaire pour comprendre le rôle du personnage du moine Lou-Tsé.